# Unterseeboot UB-46
Pour les autres navires du même nom, voir Unterseeboot 46.
L'Unterseeboot UB-46 est un sous-marin (U-Boot) allemand de type UB II utilisé par la Kaiserliche Marine pendant la Première Guerre mondiale. L’UB-46 opéra en mer Méditerranée et en mer Noire, et il fut coulé par une mine en décembre 1916.
L'UB-46 a été commandé en juillet 1915 et a été mis en chantier au chantier naval AG Weser à Brême en septembre. Faisant partie d’un groupe de six sous-marins sélectionnés pour servir en Méditerranée, l'UB-46 a été découpé en sections de la taille d’un wagon et expédié à Pola où il a été assemblé et lancé en mai 1916, et mis en service en juin.
Au début du mois de décembre 1916, au cours de sa cinquième patrouille, l'UB-46 a heurté une mine dans la mer Noire à une courte distance de l’entrée nord du Bosphore et a coulé corps et biens. Au cours de ses six mois de carrière, l'UB-46 a coulé quatre navires totalisant 8099 tonneaux de jauge brute (TJB).

## Conception
La conception de l’UB II était une amélioration des sous-marins type UB I, qui avaient été commandés en septembre 1914. En service, les UB I se sont avérés trop petits et trop lents. Un problème majeur était leur unique ensemble moteur / arbre d'hélice. Si l’un des composants tombait en panne, le sous-marin devenait presque totalement désemparé. Pour rectifier ce défaut, les UB II étaient équipés de deux moteurs et de deux arbres d’hélice (un moteur pour chaque arbre), ce qui augmentait également la vitesse de pointe du sous-marin. La nouvelle conception comprenait également des batteries plus puissantes, des tubes lance-torpilles plus grands et un canon de pont. Les UB II pouvaient également transporter deux fois plus de torpilles que leurs prédécesseurs les UB I, et près de dix fois plus de carburant. Pour contenir tous ces changements, la coque était plus grande et le déplacement en surface et en immersion était plus du double de celui des UB I.
L'UB-46 mesurait 36,90 mètres de long et 4,37 mètres de large. Il avait une seule coque avec des réservoirs de ballast et un tirant d'eau de 3,68 mètres en surface. Son déplacement était de 305 tonnes en immersion, mais seulement 272 tonnes en surface.
Le sous-marin était équipé de deux moteurs Diesel Daimler et de deux moteurs électriques, respectivement pour la navigation en surface et en immersion, qui entraînaient chacun un arbre d’hélice. L'UB-46 avait une vitesse allant jusqu’à 8,82 nœuds (16,33 km/h) en surface et 6,22 nœuds (11,52 km/h) en immersion. Le sous-marin pouvait transporter jusqu’à 27 tonnes de carburant, ce qui lui donnait une autonomie de 6940 milles marins (12850 km) à 5 nœuds (9,3 km/h). Ses moteurs électriques et ses batteries lui donnaient une autonomie de 45 milles marins (83 km) à 4 nœuds (7,4 km/h) en immersion.
L'UB-46 était armé de deux tubes lance-torpilles de 50 centimètres dans la proue et pouvait transporter un complément de quatre torpilles. Le sous-marin était également armé d’un canon de pont SK L/30 de 88 mm.

## Carrière
La marine impériale allemande a commandé l'UB-46 à AG Weser le 31 juillet 1915, dans un lot de six bateaux UB II numérotés de UB-42 à UB-47.
L'UB-46 a été mis en chantier par AG Weser le 4 septembre 1915 à son chantier naval de Brême. Faisant partie des six U-boote sélectionnés pendant leur construction pour servir en Méditerranée, l'UB-46 a été découpé en sections de la taille d’un wagon et expédié par voie ferrée vers le port austro-hongrois de Pola,. Les ouvriers du chantier naval AG Weser assemblèrent le bateau et ses cinq sister-ships à Pola, où il fut lancé le 17 juin.
L'UB-46 a été mis en service dans la marine impériale allemande le 12 juin 1916 sous le commandement de l'Oberleutnant zur See Cäsar Bauer. L'UB-46 était le troisième sous-marin commandé par Bauer. Il est affecté à la flottille de Pola (allemand : Deutsche U-Halbflotille Pola). Bien que la flottille soit basée à Pola, la principale base navale austro-hongroise, les bateaux de la flottille opéraient à partir de la base austro-hongroise de Cattaro, située plus au sud et plus près de la Méditerranée. Les sous-marins allemands ne retournaient généralement à Pola que pour des réparations. Après un mois au commandement de l'UB-46, Bauer est promu Kapitänleutnant.
Le 2 août, Bauer remporta son premier succès avec l'UB-46 lorsqu’il coula le vapeur japonais Kohina Maru au large d’Alexandrie, juste avant d’arriver à sa destination, Port-Saïd. Une semaine plus tard, le sous-marin coule le voilier grec Basileios, qui se dirigeait vers l’Adriatique depuis l’Égypte. Le 2 octobre, Bauer torpilla le Huntsfall qui transportait du foin à Salonique, et fit prisonnier le capitaine du navire. Le vapeur britannique de 4331 tonneaux de jauge brute (TJB) fut le plus gros navire coulé par l’UB-46.
Après la conquête de la Roumanie par l’Allemagne, la marine impériale allemande disposait de suffisamment de mazout pour ses sous-marins opérant dans la mer Noire. L'UB-46 et trois de ses navires jumeaux de la flottille de Pola reçurent l’ordre de se rendre à Constantinople. En route, ils ont du naviguer à travers les Dardanelles, qui avaient été lourdement minées par les Alliés au milieu de l’année 1916. L'UB-46 rejoignit la flottille de Constantinople (allemand : U-boote der Mittelmeerdivision in Konstantinopal) le 7 octobre.
Les sous-marins allemands en mer Noire n’accomplirent pas grand-chose, ne coulant que six navires entre août et la fin de l’année. L'UB-46 coula l’un de ces six navires le 7 novembre, lorsqu’il envoya par le fond le navire russe Melanie, de 116 TJB, au nord du cap Tarkhankout. Le Melanie a été le dernier navire coulé par l'UB-46. Au début du mois de décembre, l'UB-46 était basé à Varna, en Bulgarie.

## Perte
Le 7 décembre 1916, la poupe heurte une mine russe à 300 mètres au large du village turc d’Akpınar, à environ 30 kilomètres au nord-ouest de l’entrée du Bosphore. Tout l’équipage (20 hommes selon Helgason) a péri dans le naufrage,.
Une partie de l’épave, longue de 16 mètres et comprenant la section avant de la salle des torpilles et les batteries, a été localisée en 1993 lors d’opérations d’extraction de charbon et a été récupérée par la marine turque. Le reste du navire n’a pas pu être localisé. Cette section a été exposée en plein air au Musée naval d'Istanbul. L’épave a été transférée au musée naval des Dardanelles à Çanakkale en 2008, où les restes du navire sont exposés.

## Affectations
- Flottille de Pola : du 12 juin au 7 octobre 1916
- Flottille de Constantinople : du 7 octobre au 7 décembre 1916

## Commandants
- Kptlt. Cäsar Bauer[1] : du 12 juin au 7 décembre 1916

## Navires coulés
| Date            | Nom         | Nationalité    | Tonnage | Destin |
| --------------- | ----------- | -------------- | ------- | ------ |
| 2 août 1916     | Kohina Maru | Japon          | 3164    | Coulé  |
| 9 août 1916     | Basileios   | Grèce          | 488     | Coulé  |
| 2 octobre 1916  | Huntsfall   | United Kingdom | 4331    | Coulé  |
| 7 novembre 1916 | Melanie     | Empire russe   | 116     | Coulé  |